# INSAS
INSAS viết tắt của Indian Small Arms System (hệ thống vũ khí cầm tay Ấn Độ) là một loại súng trường tấn công được sản xuất bởi Indian State Ordnance Factory Board tại Ishapore. INSAS là súng trường tấn công tiêu chuẩn của quân đội Ấn Độ hiện tại.

## Lịch sử
Các lực lượng vũ trang của Ấn Độ được trang bị một loại súng bản sao của loại súng trường tấn công FN FAL của Bỉ là súng trường L1A1 sản xuất nội địa từ năm 1961. Bản sao này lại được xem là một loại vũ khí hoàn toàn khác với FN FAL vì các bộ phận của hai loại vũ khí này không thể gắn hay thay thế với nhau vì chúng hoàn toàn khác nhau về kích thước. Với việc súng trường bắn từng viên sử dụng loại đạn 7.62×51mm NATO trở nên lỗi thời vào những năm 1980, Ấn Độ bắt đầu phát triển INSAS với thiết kế tích hợp tất cả những đặc điểm của súng trường hiện đại. Mặc dù phần lớn thiết kế dựa trên mẫu AKM nổi tiếng của Nga, nhưng INSAS cũng có một số điểm khác biệt khiến nó trở thành một loại súng trường tấn công riêng với các đặc điểm độc nhất.
Vào cuối những năm 1980, Ấn Độ đã bày tỏ sự chú ý đến việc mua vũ khí và thậm chí bản quyền để sản xuất vũ khí. Đông Đức đã đề nghị bán bản thiết kế của loại súng AK sử dụng loại đạn 5.56x45mm nhưng cuối cùng lại không thể đạt được thỏa thuận.
Hệ thống vũ khí INSAS ban đầu dự tính có ba loại là súng trường tiêu chuẩn, súng trường ngắn (nhỏ)và súng máy hạng nhẹ tất cả điều sử dụng loại đạn 5.56x45mm NATO. Năm 1997 súng trường và súng máy hạng nhẹ đã sẵn sàng để có thể sản xuất hàng loạt. Vào năm 1998 quân đội Ấn Độ trang bị INSAS đã diễu hành trong buổi duyệt binh mừng ngày độc lập. Việc sản xuất hàng loạt súng trường INSAS ban đầu bị hoãn do việc thiếu đạn dược loại 5.56 mm, Ấn Độ sau đó đã mua một lượng lớn loại đạn này từ công ty Israel Military Industries.Khoảng 300.000 khẩu INSAS đã được sản xuất, một số đã được thấy sử dụng trong chiến tranh Ấn Độ - Pakistan.

## Thiết kế
Khẩu INSAS có thiết kế dựa trên súng trường Kalashnikov AK-47, nhưng với nhiều thay đổi. Hệ thống nạp đạn bằng khí nén cơ bản gồm một ống trích khí dài, khóa nòng xoay và một thanh quay bánh răng đó là mô hình của Kalashnikov. Hệ thống trích khí có khả năng điều khiển lượng khí trích bằng tay là thiết kế có thể tìm thấy trên khẩu FN FAL cũng như hệ thống ngắt trích khí. Tay cầm cũng được thiết kế để có thể sử dụng hiệu quả được bằng tay trái và tay phải giống như khẩu Heckler & Koch G3 của Đức.
Bộ phận khóa và điều chỉnh chế độ bắn của súng nằm ở phía trái của cò súng, có thể điều chỉnh bắn từng phát hay bắn ba viên một lúc. Tay cầm của loại súng này có thể gấp lại cùng báng súng kim loại chủ nó có thể đẩy vào hay kéo ra và thậm chí có cả báng súng đặc rời để gắn vào phần báng súng kim loại của INSAS khi cần. Các linh kiện bọc ngoài được làm bằng polyme với phần đuôi gắn báng súng làm giống như súng trường Lee-Enfield. Hộp chứa đạn tiêu chuẩn được làm bằng hỗn hợp polyme mờ có thể chứ 20 viên đạn. Loại dài hơn chứa 30 viên đạn được làm ra cho súng máy hạng nhẹ INSAS nhưng cũng có thể dùng cho súng trường. Điểm ngắm được gắn phía trên hệ thống trích khí và thước ngắm được đặt ngay chính giữa phần trên của thân súng. Vị trí dùng để gắn đèn trên nòng súng có thể thay bằng ống phóng lựu đạn gắn trên súng trường tiêu chuẩn của NATO, nó cũng có thể gắn lưỡi lê đa năng của khẩu AKM.
Súng INSAS có chế độ bắn bán tự động và 3 viên một lúc rất giống với loại súng M16 của Hoa Kỳ. Được thiết kế từ hệ thống INSAS, INSAS Excalibur Mark-I được thiết kế với báng súng gấp và băng đạn 20 - 30 viên. Nó còn được gắn thêm thanh răng phía trên thân súng để có thể gắn ống ngắm điện tử. Biến thể của INSAS Excalibur được trang bị cho các lực lượng đặc nhiệm nó có chế độ bắn tự động và bán tự động.
Phía dưới nòng súng có thể gắn ống phóng lựu hoặc lưỡi lê thiết kế riêng cho INSAS nhưng cũng có thể gắn vào các khẩu AK-47 được sử dụng bởi các lực lượng bán quân sự.

## Các vấn đề trong thiết kế
INSAS được thấy sử dụng trong chiến tranh Kargil năm 1999 với Pakistan. Theo tờ Times of India thì loại súng này có vấn đề với độ tin cậy khi nhiệt độ khí hậu xung quanh xuống quá thấp tại thời điểm mà cuộc xung đột xảy ra. Trong thời tiết giá lạnh súng đôi khi sẽ bị kẹt đạn, băng đạn bằng polyme bị nứt và vỡ. Cũng có trường hợp súng bắn tự động hoàn toàn khi đang để ở chế độ bắn ba viên. Theo các nhà sản xuất hiện các lỗi này đã được khắc phục.
Trong nội chiến Nepal có thông tin nói rằng các súng trường đã có sự cố trong các cuộc đấu súng với quân nổi dậy Maoist gây ra nhiều thương vong. Điều này bị bác bỏ bởi đại sứ quán Ấn Độ tại Nepal, các cuộc thử nghiệm đã được tiến hành trước sự chứng kiến của quân đội Nepal và cho thấy rằng các khẩu súng này hoàn toàn đạt tiêu chuẩn và vấn đề nảy sinh là do việc làm sạch súng không đúng cách của các binh sĩ Nepal. Những vấn đề của loại súng này đã được khắc phục từ sau chiến tranh Kargil năm 1999.

## Biến thể
- INSAS súng trường tiêu chuẩn sử dụng loại đạn 5.56 mm được trang bị cho lực lượng quân sự và bán quân sự. Với báng súng gấp và báng súng phụ có thể gắn vào, có chế độ bắn bán tự động và 3 viên một lúc được sử dụng bởi quân đội Ấn Độ.
- Excalibur là súng trường thu nhỏ sử dụng loại đạn 5.56 mm có chế độ bắn tự động và bán tự động. Sau khi thử nghiệm quân đội đã từ chối đưa vào sử dụng lý do là tiếng động nó gây quá lớn và một bộ phận chống chớp sáng quá lớn không phù hợp và cũng nói rằng nó sử dụng loại đạn quá mạnh so với nòng súng quá ngắn.
- MINSAS là súng trường thu nhỏ 5.56 mm nòng ngắn sử dụng bởi các đặc công chiến đấu trong cự ly hẹp. Chưa được đưa vào sử dụng.
- INSAS LMG súng máy hạng nhẹ sử dụng loại đạn 5.56 mm thuộc nhóm vũ khí tự động của Ấn Độ dùng để bắn lấn áp và yểm trợ cho quân đội. Nòng súng được thiết kế để có thể bắn lâu và liên tục, nó có chế độ bắn tự động với hộp đạn 30 và bệ chống ba chân. Điều này có nghĩa là loại súng này sẽ thay thế súng máy hạng nhẹ Bren cũ kỹ.
- KALANTAK là súng sturmgewehr loại rất nhỏ sử dụng loai đạn 5.56 mm (vẫn còn đang thử nghiệm). Là súng sturmgewehr hoàn toàn tự động tuy nhiên vẫn còn rất ít thông tin của loại vũ khí này.
- AMOGH thông tin về loại vũ khí này chỉ có là nó được thiết kế và chế tạo bởi nhà máy sản xuất vũa khí hạng nhẹ OFB tại Kanpur, sử dụng loại đạn 5.56x30 mm và bị từ chối cho vào biên chế sau khi được quân đội thử nghiệm lần đầu tiên.
- Súng tiểu liên hiện đại MSMC là một loại vũ khí độc đáo của hệ thống vũ khí INSAS. Cho dù cỡ nòng được thiết kế để sử dụng loại đạn 5.56x30mm nhưng hình dáng bên ngoài của nó vẫn giống như khẩu Uzi hay Heckler & Koch MP7. Đã được quân đội Ấn Độ thử nghiệm hai lần, lần thứ ba và lần cuối cùng được tiến hành vào tháng 12 năm 2009.